# Jakkahalli, Arkalgud
Jakkahalli là một làng thuộc tehsil Arkalgud, huyện Hassan, bang Karnataka, Ấn Độ.